# يوحنا أبكاريوس
يوحنا أفندي أبكاريوس واسمه الكامل يوحنّا بن يعقوب أَبْكَارُيُوس الأرمني (1832-1889)، هو مؤرخٌ وأديبٌ عثماني، عارفٌ باللغتين العربية والإنجليزية. وُلد عام 1832 في بيروت. عين ترجمانًا لقنصلية إنجلترا ببيروت، كما عمل في التجارة هناك، وتشير المصادر أنه «أثرى وصار من أهل الوجاهة والرأي». أخوه هو المؤرِّخ والشاعر إسكندر أبكاريوس.

## مؤلفاته
وضع يوحنا عددًا من المؤلفات، منها:
- «التحفة الأنسية في النوادر النفسية»
- «قاموس إنكليزي عربي»[4][5]
- «قطف الزهور في تاريخ الدهور»[6]
- «نزهة الخواطر»[1][7]

## وفاته
تُوفي يوحَنَّا بسوق الغرب في لبنان، عام 1306هـ/ 1889م.